# Cẩm Ngọc
Cẩm Ngọc là một xã cũ thuộc huyện Cẩm Thủy, tỉnh Thanh Hóa, Việt Nam.

## Địa giới hành chính
Xã Cẩm Ngọc nằm ở phía đông của huyện Cẩm Thủy, thuộc tả ngạn sông Mã.
- Phía bắc giáp thị trấn Phong Sơn, huyện Cẩm Thủy và xã Thạch Cẩm, huyện Thạch Thành.
- Phía đông giáp xã Cẩm Long, huyện Cẩm Thủy.
- Phía nam giáp các xã Cẩm Phú, Cẩm Tú, Cẩm Tân và Cẩm Yên, huyện Cẩm Thủy.
- Phía tây giáp các xã Cẩm Yên, thị trấn Phong Sơn, huyện Cẩm Thủy.

## Hành chính
Năm 1964, xóm Ruộng của xã Cẩm Ngọc được chuyển về xã Cẩm Yên mới thành lập.
Năm 2004, 425 người của thị trấn nông trường Phúc Do được chuyển về xã Cẩm Ngọc sau khi thị trấn nông trường Phúc Do được giải thể để thành lập xã Phúc Do.
Từ ngày 1 tháng 7 năm 2025, theo Nghị quyết số 1686/NQ-UBTVQH15, giải thể huyện Cẩm Thủy và thành lập xã Cẩm Thủy mới trên cơ sở sáp nhập toàn bộ diện tích tự nhiên và dân số của thị trấn Phong Sơn và xã Cẩm Ngọc.

## Giao thông
Xã Cẩm Ngọc có tỉnh lộ 217 chạy qua.